# Ołeh Zborowski
Ołeh Wołodymyrowycz Zborowski, ukr. Олег Володимирович Зборовський (ur. 31 marca 1982 w Malinie) – ukraiński piłkarz i futsalista, grający na pozycji napastnika, uniwersał.

## Kariera piłkarska

### Kariera klubowa
Wychowanek Szkoły Sportowej Borysfen Szczasływe. W 1999 rozpoczął karierę piłkarską w rodzimym klubie Papirnyk Malin. W pierwszej połowie 2003 bronił barw drugoligowego zespołu Systema-KChP Czerniachów. Potem grał w amatorskiej drużynie rodzimego miasta Metałurh Malin.
W latach 2006–2008 również występował w klubie futsalowym Awanhard Radomyśl.
Od 2007 grał w piłkę nożną plażową. Rozpoczął występy w klubie Płeso Kijów, w 2008 przeszedł do BRR Kijów. W 2009 został zaproszony do Majndszer Kijów. W 2012 wyjechał do Rosji, gdzie został piłkarzem PFK Dinamo Moskwa. Potem był zawodnikiem klubów Artur Music Kijów, Lokomotiw Moskwa i CSKA Moskwa. W 2016 wrócił do Artur Music Kijów. W 2017 zasilił skład Wyboru Dniepr.

## Kariera reprezentacyjna
W latach 2010–2013 bronił barw reprezentacji Ukrainy, z którą uczestniczył w mistrzostwach świata w piłce nożnej plażowej 2011 i mistrzostwach świata w piłce nożnej plażowej 2013. W 2016 zdobył mistrzostwo Euroligi.

## Sukcesy i odznaczenia

### Sukcesy reprezentacyjne
- mistrz Europejskiej Ligi Beach Soccera: 2016
- wicemistrz Europejskiej Ligi Beach Soccera: 2015

### Sukcesy klubowe
Płeso Kijów
- brązowy medalista Ukrainy: 2007

BRR Kijów
- mistrz Ukrainy: 2008

Majndszer Kijów
- mistrz Ukrainy: 2009, 2012
- wicemistrz Ukrainy: 2010, 2011

Artur Music Kijów
- wicemistrz Euro Winners Cup: 2016, 2017
- mistrz Ukrainy: 2013
- wicemistrz Ukrainy: 2016

Lokomotiw Moskwa
- brązowy medalista Rosji: 2015

Wybir Dniepr
- mistrz Ukrainy: 2017

### Sukcesy indywidualne
- wielokrotny król strzelców mistrzostw Ukrainy oraz innych turniejów
- tytuł Mistrza Sportu klasy międzynarodowej: 2010